# Evy Berggren

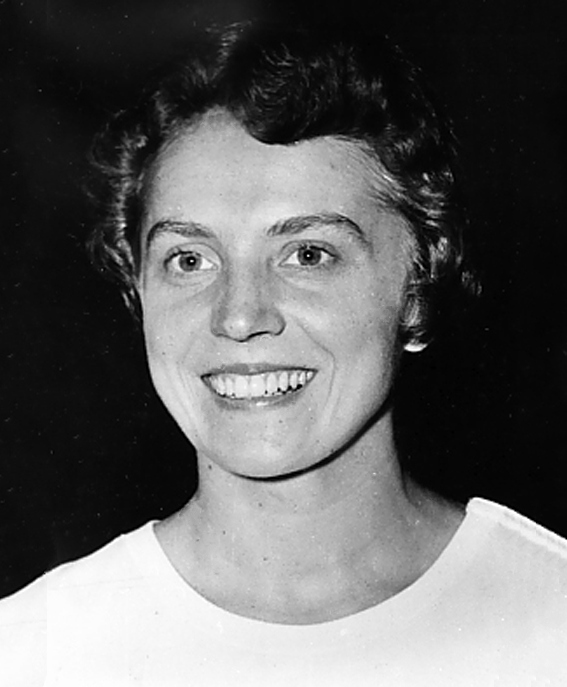
Evy Berggren

Evy Margareta Berggren (* 16. Juni 1934 in Skellefteå; † 5. Dezember 2018 in Uppsala) war eine schwedische Turnerin.
1950 wurden erstmals nach dem Zweiten Weltkrieg Turn-Weltmeisterschaften ausgetragen. Bei den Wettkämpfen in Basel belegte Berggren als zweitbeste Turnerin ihrer Mannschaft den vierten Platz in der Mehrkampf-Einzelwertung. Die Mannschaftswertung gewann das schwedische Team mit Evy Berggren, Vanja Blomberg, Karin Lindberg, Gunnel Ljungström, Hjördis Nordin, Ann-Sofi Pettersson-Colling, Göta Pettersson und Ingrid Sandahl.
Bei den Olympischen Spielen 1952 wurden neben dem bereits mehrfach ausgetragenen Mannschaftswettbewerb sechs weitere Wettbewerbe für Turnerinnen angeboten: Einzelmehrkampf, vier Einzelgeräte und die Gruppengymnastik. Die schwedische Mannschaft belegte im Mannschaftsmehrkampf den vierten Platz hinter der Sowjetunion, Ungarn und der Tschechoslowakei. Im Einzelmehrkampf belegte Evy Berggren den 36. Platz, an den Geräten war der 26. Platz im Sprung ihr bestes Ergebnis. In der abschließend ausgetragenen Gruppengymnastik mit Handgeräten gewann die schwedische Mannschaft vor der Sowjetunion und Ungarn. Die schwedische Riege siegte in der Besetzung Evy Berggren, Vanja Blomberg, Karin Lindberg, Hjördis Nordin, Ann-Sofi Pettersson-Colling, Göta Pettersson, Gun Röring und Ingrid Sandahl.
Berggren nahm 1954 an den Weltmeisterschaften in Rom teil, konnte mit der Mannschaft aber keine Medaille gewinnen. Im Pferdsprung gewann sie die Bronzemedaille hinter den gleichplatzierten Siegerinnen Tamara Manina aus der Sowjetunion und Ann-Sofi Pettersson-Colling aus der schwedischen Riege.
Bei den Olympischen Spielen 1956 in Melbourne belegten die Schwedinnen in der Mehrkampf-Mannschaftswertung den achten Platz. Berggren erreichte den 49. Platz im Einzel-Mehrkampf, im Pferdsprung war der 38. Platz ihre beste Einzelplatzierung. In der Gruppengymnastik siegten die Ungarinnen vor der schwedischen Mannschaft mit Evy Berggren, Ann-Sofi Pettersson-Colling, Doris Hedberg, Maude Karlén, Karin Lindberg und Eva Rönström.